# Opius hospitus
Opius hospitus är en stekelart som beskrevs av Papp 1981. Opius hospitus ingår i släktet Opius och familjen bracksteklar. Inga underarter finns listade i Catalogue of Life.